# Sphinx de Naxos

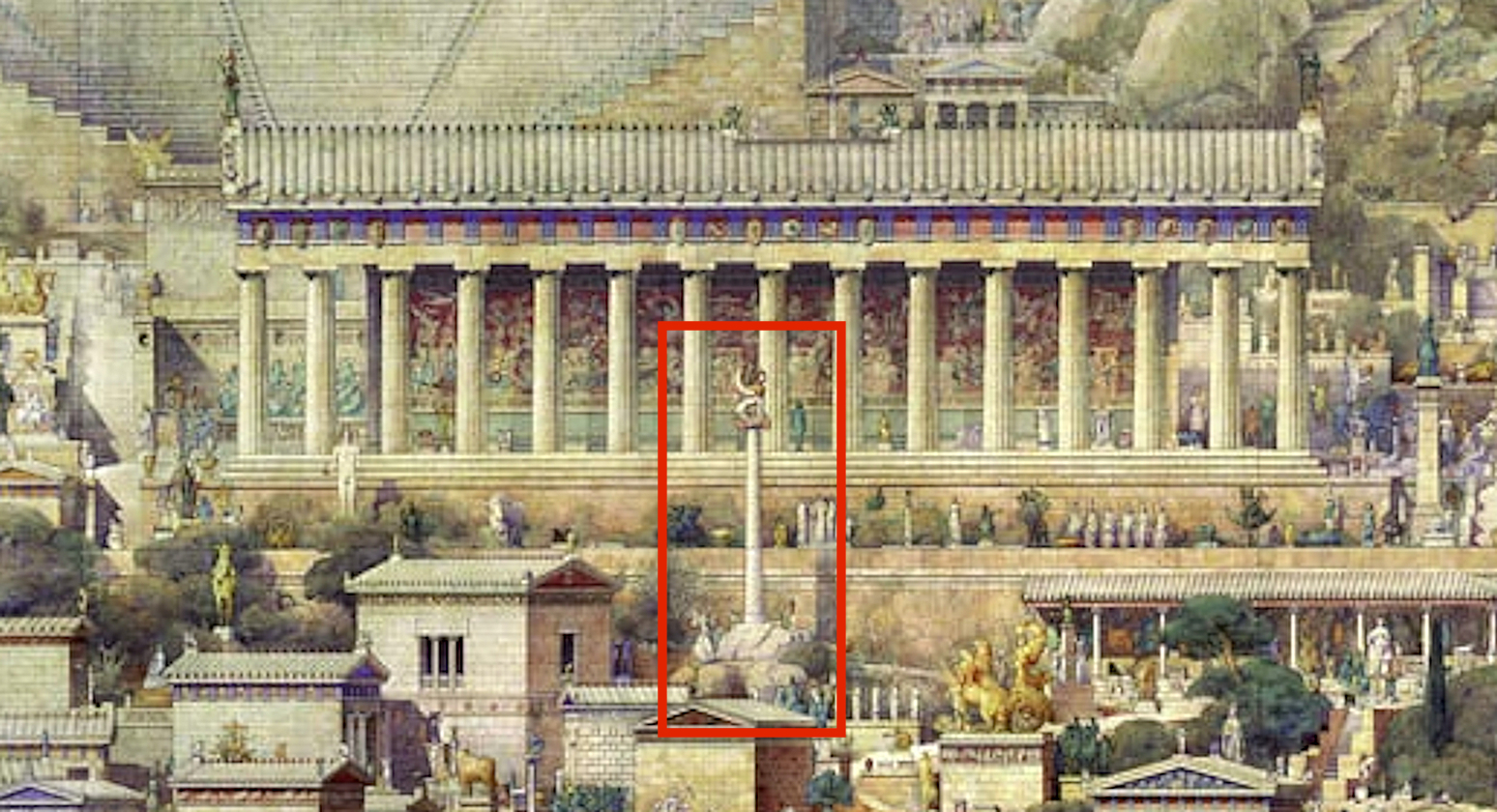
Le Sphinx de Naxos a été érigé à côté du temple d'Apollon à Delphes, le centre religieux de la Grèce antique.

Le Sphinx de Naxos, également Sphinx des Naxiens (en grec moderne : Σφίγγα των Ναξίων), aujourd'hui situé au Musée archéologique de Delphes, est une statue en marbre colossale de 2,22 mètres de haut originellement située dans le sanctuaire de Delphes, le centre religieux de la Grèce antique, à côté du temple d'Apollon. Elle représente un sphinx, une créature mythique avec une tête de femme, une poitrine et des ailes composées de plumes impressionnantes d'oiseau de proie tournées vers le haut, et le corps d'une lionne, installé sur une colonne de 10 mètres terminée par l'un des premiers chapiteaux ioniques. La hauteur totale de la statue, (colonne et base comprise) dépassait 12,5 mètres.
Le Sphinx a été érigé vers 560 av. J.-C. en tant qu'offrande à Apollon par Naxos, l'une des îles cycladiques les plus riches de l'époque. Les principaux éléments ont été découverts en 1861, puis à nouveau enfouis avant d'être retrouvés et complétés en 1893, la partie inférieure du monument ayant cependant été endommagée dans l'intervalle par les habitants du village et un tremblement de terre.
Le sphinx grec, un lion avec le visage d'une femme humaine, était considéré comme un gardien, flanquant souvent les entrées des temples. Les représentations de sphinx sont généralement associées à des structures architecturales telles que des tombes royales ou des temples.

## Description
Le Sphinx de Naxos se tenait sur une colonne qui culminait dans un chapiteau ionique.
Il pourrait s'agir du plus ancien projet de construction ionique sur le site de l'oracle de Delphes. Sa statue avait été installée près du Halos, l'endroit le plus sacré de Delphes, où Apollon avait vraisemblablement tué Python. Selon la tradition et sa représentation mythologique, le Sphinx avait le visage d'une femme portant un sourire énigmatique, des ailes d'oiseau de proie et le corps d'une lionne. Il a été sculpté dans un grand morceau de marbre naxien. La construction solide a combiné des éléments qui ont donné à la statue un caractère de mouvement et de vitalité avec des détails comme les cheveux, la poitrine et les ailes,,. Il est également remarquable car il s'agit d'un exemple précoce de sculpture en ronde-bosse, par opposition à la sculpture en relief qui était courante à cette époque. Le monument était entièrement en marbre et atteignait 12,45 mètres de hauteur. Le monument a impressionné les visiteurs et a constitué un exemple typique de la sculpture naxienne à son apogée, c'est-à-dire au VIe siècle av. J.-C.
Sur la base, il y avait une inscription datée de 328-327 av. J.-C., renouvelant la promanteia (en) pour les Naxiens :

« ΔΕΛΦΟΙ ΑΠΕΔΩΚΑΝ ΝΑΞΙΟΙΣ ΤΑΝ ΠΡΟΜΑΝΤΗΙΑΝ ΚΑΤΤΑ ΑΡΧΑΙΑ ΑΡΧΟΝΤΟΣ ΘΕΟΛΥΤΟΥ ΒΟΥΛΕΥΟΝΤΟΣ ΕΠΙΓΕΝΕΟΣ
Les Delphiens ont accordé aux Naxiens le droit de promanteia comme autrefois ; Théolytos archonte, Épigénès bouleute »

Ainsi, les Naxiens avaient le droit d'acquérir des oracles en premier.

## Autres colonnes
De nombreuses colonnes similaires couronnées de sphinx ont été découvertes dans la Grèce antique, comme à Sparte, Athènes ou Spáta, et certaines ont été utilisées comme stèles funéraires.
Il a également été suggéré que les colonnes grecques du VIe siècle avant notre ère telles que le Sphinx de Naxos pourraient avoir été une inspiration pour les piliers d'Ashoka au IIIe siècle avant notre ère en Inde, à la suite des contacts débutés par Alexandre le Grand en 320 av. J.-C. et poursuivis par les Gréco-Bactriens et les Indo-Grecs. 

Une réplique du Sphinx de Naxos est installée à l'entrée de l'Archéopôle d'Aquitaine, sur le campus de l'Université Bordeaux-Montaigne. 

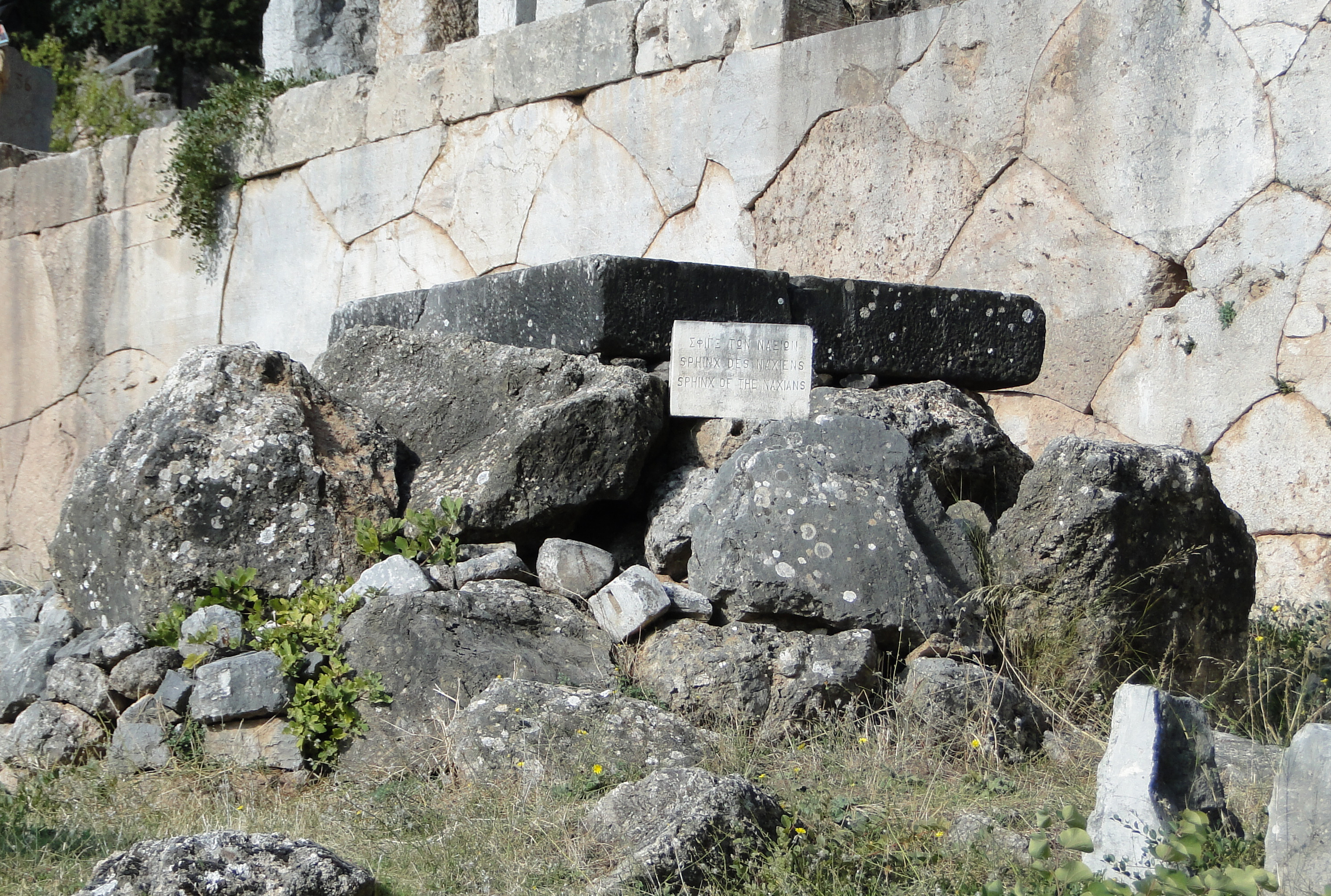
Base de la colonne du Sphinx de Naxos.
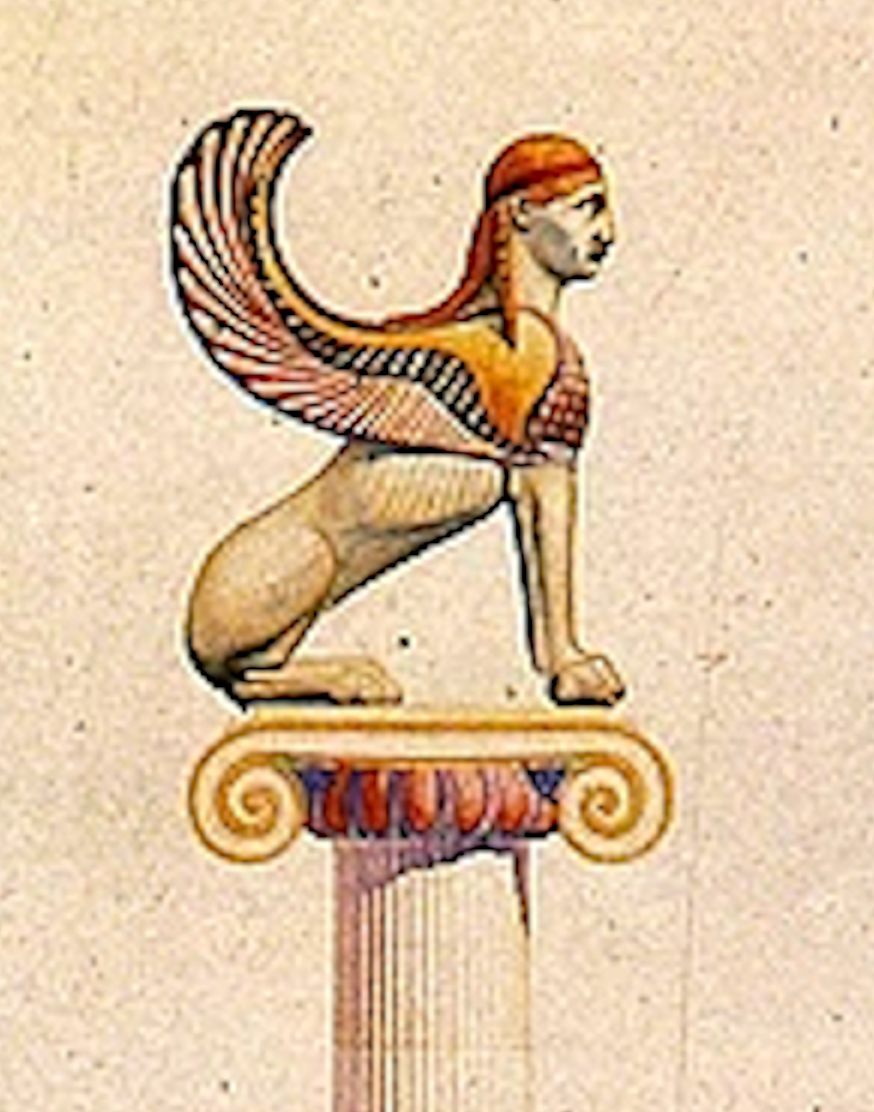
Rendu de couleur hypothétique du Sphinx de Naxos.
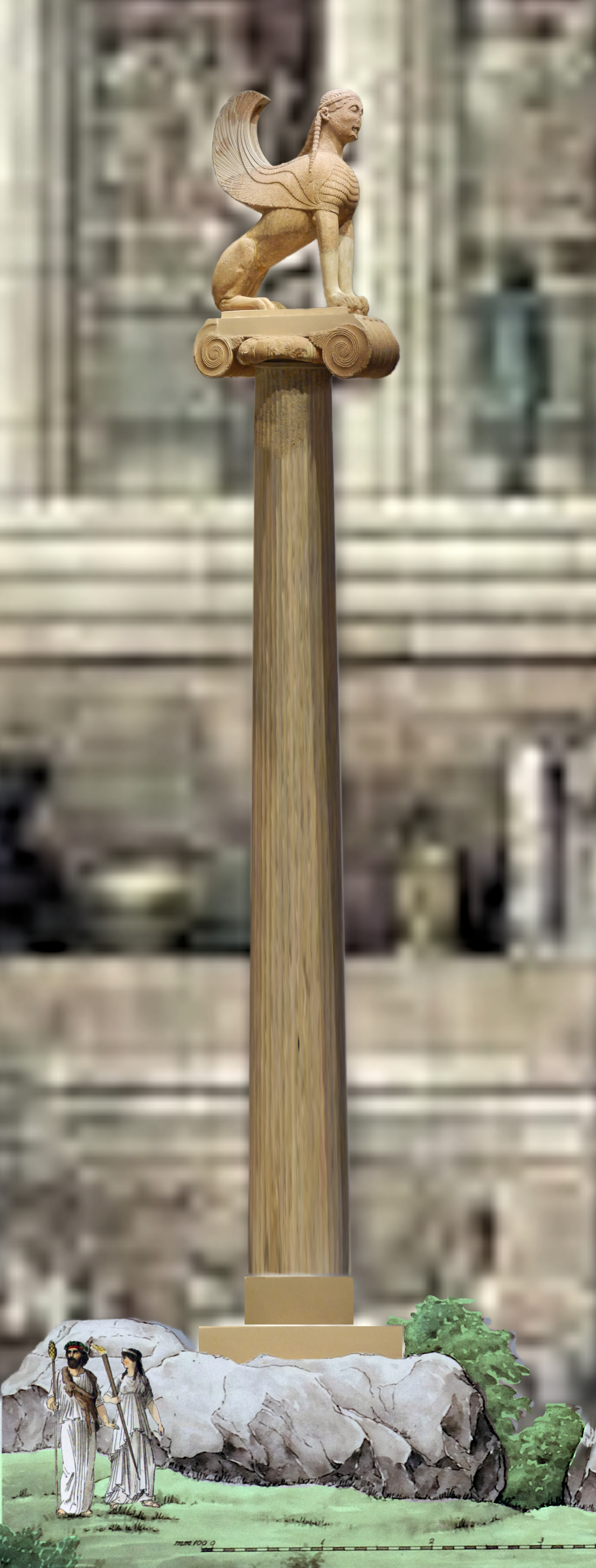
Le Sphinx de Naxos en contexte (temple d'Apollon en arrière-plan).
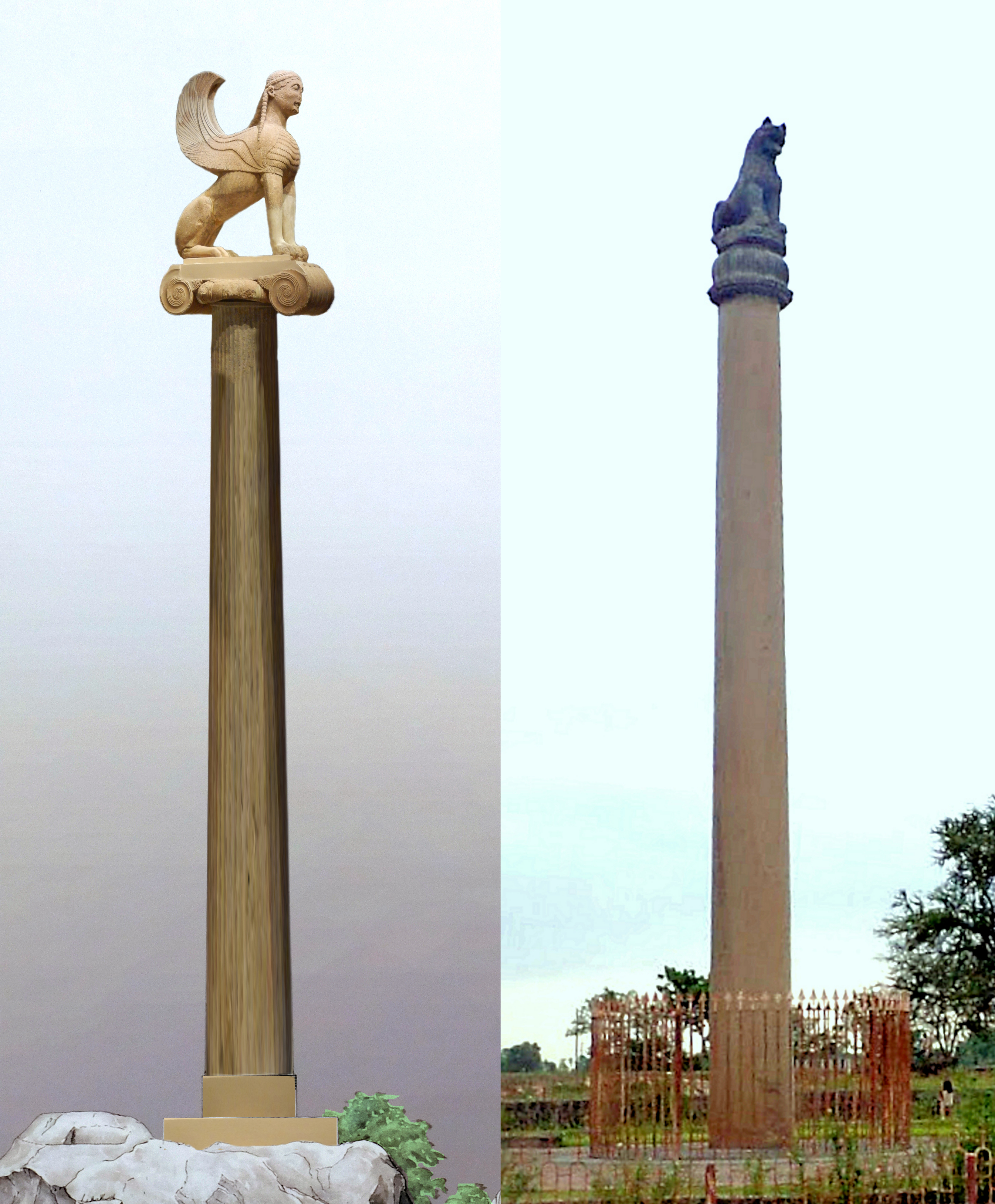
Le Sphinx de Naxos et un pilier d'Ashoka à Lauria Nandangarh[7].
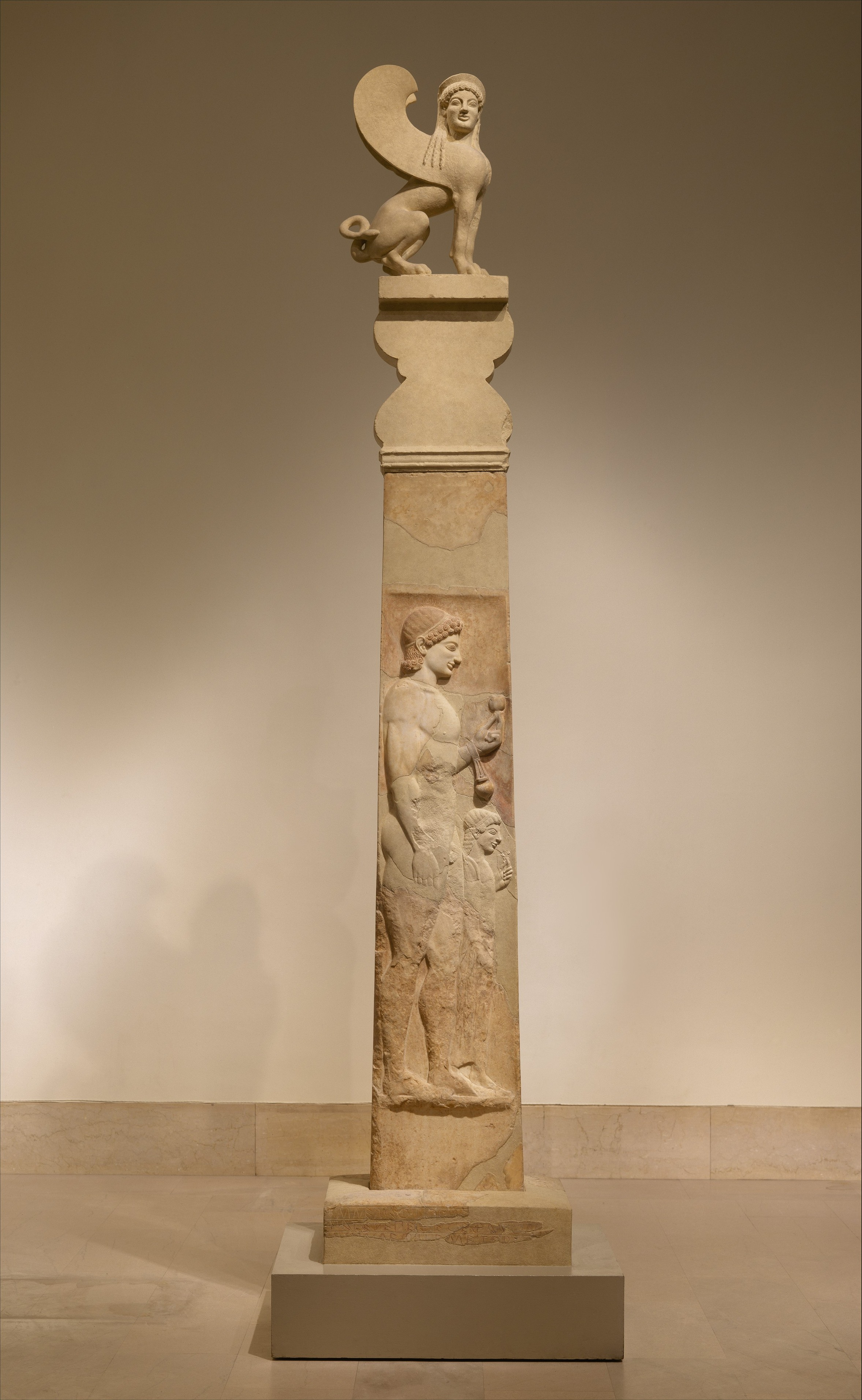
Stèle funéraire surmontée d'un sphinx, 530 avant notre ère.